# ألمينا (ويسكونسن)
ألمينا (بالإنجليزية: Almena, Wisconsin)‏ هي قرية تقع في الولايات المتحدة في مقاطعة بارون. يقدر عدد سكانها بـ 677 نسمة ومساحتها 2.95 كم2 وترتفع عن سطح البحر 369 متر.

## التركيبة السكانية
قام مكتب تعداد الولايات المتحدة بتحديد بيانات التركيبة السكانية لألمينا في تعداد الولايات المتحدة. في ما يلي، التركيبة السكانية حسب تعدادي 2000 و2010.

### تعداد عام 2000
بلغ عدد سكان ألمينا 720 نسمة بحسب تعداد عام 2000، وبلغ عدد الأسر 295 أسرة وعدد العائلات 182 عائلة مقيمة في القرية. في حين سجلت الكثافة السكانية 720.0 نسمة لكل ميل مربع (278.0/كم2). وبلغ عدد الوحدات السكنية 308 وحدة بمتوسط كثافة قدره 308.0 نسمة لكل ميل مربع (118.9/كم2).
وتوزع التركيب العرقي للقرية بنسبة 97.08% من البيض و 1.25% من الأمريكيين الأصليين و 0.14% من الأمريكيين الأفارقة و 0.69% من عرقين مختلطين أو أكثر.
بلغ عدد الأسر 295 أسرة كانت نسبة 33.9% منها لديها أطفال تحت سن الثامنة عشر تعيش معهم، وبلغت نسبة الأزواج القاطنين مع بعضهم البعض 41.7% من أصل المجموع الكلي للأسر، ونسبة 13.2% من الأسر كان لديها معيلات من الإناث دون وجود شريك، وكانت نسبة 38.3% من غير العائلات. تألفت نسبة 29.5% من أصل جميع الأسر من أفراد ونسبة 13.9% كانوا يعيش معهم شخص وحيد يبلغ من العمر 65 عاماً فما فوق. وبلغ متوسط حجم الأسرة المعيشية 2.99، أما متوسط حجم العائلات فبلغ 2.44.
بلغ العمر الوسطي للسكان 32 عاماً. وكانت نسبة 29.9% من القاطنين تحت سن الثامنة عشر، وكانت نسبة 8.6% بين الثامنة عشر والأربعة وعشرون عاماً، ونسبة 31.8% كانت واقعةً في الفئة العمرية ما بين الخامسة والعشرون حتى والأربعة وأربعون عاماً، ونسبة 15.8% كانت ما بين الخامسة والأربعون حتى الرابعة والستون، ونسبة 13.9% كانت ضمن فئة الخامسة والستون عاماً فما فوق. يوجد لكل 100 أنثى 100.0 ذكر، ويوجد لكل 100 أنثى في الثامنة عشر من عمرها فما فوق 93.5 ذكر.
بلغ متوسط دخل الأسرة في القرية 27,917 دولار، أما متوسط دخل العائلة فبلغ 34,028 دولار. وكان متوسط دخل الذكور 25,833 دولار مقابل 20,278 دولار للإناث. وسجل دخل الفرد الخاص بالقرية 13,928 دولار. وكانت نسبة 10.8% من العائلات ونسبة 14.9% من السكان تحت خط الفقر، وكان من هؤلاء نسبة 18.0% تحت سن الثامنة عشر ونسبة 15.6% في الخامسة والستين من العمر وما فوق.

### تعداد عام 2010
بلغ عدد سكان ألمينا 677 نسمة بحسب تعداد عام 2010، وبلغ عدد الأسر 297 أسرة وعدد العائلات 178 عائلة مقيمة في القرية. في حين سجلت الكثافة السكانية 593.9 نسمة لكل ميل مربع (229.3/كم2). وبلغ عدد الوحدات السكنية 337 وحدة بمتوسط كثافة قدره 295.6 لكل ميل مربع (114.1/كم2).
وتوزع التركيب العرقي للقرية بنسبة 96.2% من البيض و 0.9% من الأمريكيين الأصليين و 0.3% من الأمريكيين ذوي الأصول الآسيوية و 0.1% من الأمريكيين الأفارقة و 2.2% من عرقين مختلطين أو أكثر.
بلغ عدد الأسر 297 أسرة كانت نسبة 30.3% منها لديها أطفال تحت سن الثامنة عشر تعيش معهم، وبلغت نسبة الأزواج القاطنين مع بعضهم البعض 42.8% من أصل المجموع الكلي للأسر، ونسبة 9.1% من الأسر كان لديها معيلات من الإناث دون وجود شريك، بينما كانت نسبة 8.1% من الأسر لديها معيلون من الذكور دون وجود شريكة وكانت نسبة 40.1% من غير العائلات. تألفت نسبة 30.6% من أصل جميع الأسر من أفراد ونسبة 15.5% كانوا يعيش معهم شخص وحيد يبلغ من العمر 65 عاماً فما فوق. وبلغ متوسط حجم الأسرة المعيشية 2.79، أما متوسط حجم العائلات فبلغ 2.28.
بلغ العمر الوسطي للسكان 39.3 عاماً. وكانت نسبة 23.5% من القاطنين تحت سن الثامنة عشر، وكانت نسبة 8% بين الثامنة عشر والأربعة وعشرون عاماً، ونسبة 25.9% كانت واقعةً في الفئة العمرية ما بين الخامسة والعشرون حتى والأربعة وأربعون عاماً، ونسبة 26.4% كانت ما بين الخامسة والأربعون حتى الرابعة والستون، ونسبة 16.2% كانت ضمن فئة الخامسة والستون عاماً فما فوق. وتوزع التركيب الجنسي للسكان بنسبة 50.2% ذكور و49.8% إناث.